# IC 3319
IC 3319 је ознака објекта на координатама са ректансцензијом 12h 25m 51,0s и деклинацијом + 10° 23" 28'. Открио га је Арнолд Швасман, 23. фебруара 1900. Каснијим посматрањима на том положају није уочен никакав астрономски објекат.